# Conseil d'Assiniboine
 (signalé en juillet 2025).
Si vous disposez d'ouvrages ou d'articles de référence ou si vous connaissez des sites web de qualité traitant du thème abordé ici, merci de compléter l'article en donnant les références utiles à sa vérifiabilité et en les liant à la section « Notes et références ».
- Archive Wikiwix
- Bing
- Cairn
- DuckDuckGo
- E. Universalis
- Gallica
- Google
- G. Books
- G. News
- G. Scholar
- Persée
- Qwant
- (zh) Baidu
- (ru) Yandex
- (wd) trouver des œuvres sur Wikidata

Le Conseil d'Assiniboine fut de 1821 à 1870 l'organe administratif de la Terre de Rupert. Ce conseil fut créé par la Compagnie de la Baie d'Hudson pour gérer le territoire (qui comprenait l'Assiniboine) à la suite de sa fusion avec la Compagnie du Nord-Ouest et la mort de Lord Selkirk. Étaient représentés les clergés catholique et anglican, ainsi que les populations de colons francophones, Métis, et anglo-métis.
En l'absence d'élections, ce conseil n'était cependant pas particulièrement représentatif des intérêts des populations, la plupart des membres étant surtout des agents ou négociants de la Compagnie. Le Conseil disparut avec l'intégration d'une partie de la Terre de Rupert dans la confédération canadienne sous le nom de Manitoba.